# Ojo de Agua (Chiapas)
Ojo de Agua es una localidad del estado mexicano de Chiapas. Es parte del municipio de La Independencia.

## Demografía
| Gráfica de evolución demográfica |
|                                  |

| Censo | Población |
| ----- | --------- |
| 1940  | 33        |
| 1950  | 69        |
| 1960  | 217       |
| 1970  | 453       |
| 1980  | 473       |
| 1990  | 653       |
| 2000  | 835       |
| 2010  | 1 119     |
| 2020  | 1 164     |